# Marie-Louise Coidavid
Marie-Louise Coidavid, född 1778, död 1851, drottning av Haiti 1811-20; gift med kung Henri Christophe.
Marie-Louise var född i en affranchifamilj som var ägare till ett hotell; Hotel de la Couronne. Hon gifte sig med Christophe år 1793; de fick två döttrar och två söner. Vid makens nya makttillträde 1798 installerades hon i ett palats i Cap Haitien. Under den franska invasionen 1802 levde hon med barnen under jorden. 1806 blev maken Haitis ledare, och 1811 krönte han sig till kung, och Marie-Louise blev drottning. 
Marie-Louise tog titeln drottning på allvar och förklarade att den titel som givits henne av nationen också innebar skyldigheter. Hon fick en sekreterare, hovdamer och ceremoniella uppgifter och var värdinna för det hovliv som utfördes på palatset Sans-Souci. 
Då maken dog, stannade hon kvar i palatset hos hans lik med sina två döttrar tills de eskorterades därifrån. Då de lämnat palatset blev det attackerat och plundrades. President Boyer erbjöd dem sitt beskydd, men han avböjde de gyllene sporrar hon ville ge honom med orden att han var ledare för ett fattigt land. 
Hon lämnade Haiti med sina döttrar på ett brittiskt fartyg 1821 och reste till London. Det ryktades att hon hade en förmögenhet på flera miljoner som maken deponerat i Europa, och hon levde också resten av sitt liv utan ekonomiska bekymmer med sina döttrar i Pisa i Italien, med undantag av ett högtidligt besök i Rom 1828. De besvärades ofta av lycksökare och tronpretendenter. Hon ansökte före sin död om tillstånd att återvända till Haiti, men dog strax därpå.  